# کانی میچل
کانی تمبی میچل (متولد ح. 1977) که با نام خانم کانی نیز شناخته می‌شود، خواننده استرالیایی متولد آفریقای جنوبی است. در سال ۱۹۹۵ او یکی از اعضای مؤسس اولیه بود. به‌طور خلاصه، در سال ۲۰۰۴، او خواننده ماشین تفنگ فلاتیو با نام مستعار فیونسه بود.
کانی تمبی میچل در سال ۱۹۷۷ در آفریقای جنوبی به دنیا آمد. . مادرش خواننده یک گروه موسیقی به نام ایپی تومبی بود، در حالی که پدربزرگ و پدرش مجموعه‌های ضبط گسترده‌ای داشتند. پس از ترک آفریقای جنوبی، میچل در نیوزلند زندگی کرد.